# Арквата дел Тронто
Арквата дел Тронто (итал. Arquata del Tronto) насеље је у Италији у округу Асколи Пичено, региону Марке.
Према процени из 2011. у насељу је живело 97 становника. Насеље се налази на надморској висини од 708 м.

## Становништво
Према резултатима пописа становништва 2011. у општини је живело 1.287 становника.
| 1931. | 1936. | 1951. | 1961. | 1971. | 1981. | 1991. | 2001. | 2011. |
| ----- | ----- | ----- | ----- | ----- | ----- | ----- | ----- | ----- |
| 5.831 | 5.281 | 5.057 | 4.088 | 2.473 | 1.922 | 1.644 | 1.481 | 1.287 |